# Club Deportivo Atlas de Guadalajara
El Club Deportivo Atlas de Guadalajara, també referit com a F.C. Atlas A.C., és un club de futbol mexicà de la ciutat de Guadalajara, a l'estat de Jalisco.
El Club de Fútbol Atlas va néixer al cafè Guadalajara, de la ciutat del mateix nom el 15 d'agost de 1916. Fou el club d'on sorgí l'internacional mexicà Rafael Márquez.

## Palmarès
- Lliga Amateur de Jalisco (5): 
  - 1917-18, 1918-19, 1919-20, 1920-21,1935-36
- Lliga mexicana de futbol (1): 
  - 1950-1951
- Segona divisió mexicana de futbol (3): 
  - 1954-1955, 1971-1972, 1978-1979
- Copa México (4): 
  - 1945-1946, 1949-1950, 1961-1962, 1967-1968
- Supercopa mexicana de futbol (4): 
  - 1945-1946, 1949-1950, 1950-1951, 1961-1962

## Futbolistes destacats
- Rafael Márquez
- Andrés Guardado
- Jared Borghetti
- Pavel Pardo
- Jaime Durán
- Mario Méndez
- Diego Colotto
- Fabricio Fuentes
- José Rafael Albrecht
- Eduardo "El Toto" Berizzo
- Dario Franco
- José Luis Calderón
- Rodrigo Valenzuela
- Reinaldo Navia
- Pedro Araya Toro
- Robert Dante Siboldi
- Edwin Cubero
- Jorge Solís
- Robert de Pinho

## Entrenadors destacats
- Ricardo Lavolpe
- Marcelo Bielsa
- Ruben Omar Romano
- Miguel Ángel Brindisi
- Enrique Meza Enriquez
- Fernando Quirarte
- Dario Franco